# Hans Snoek

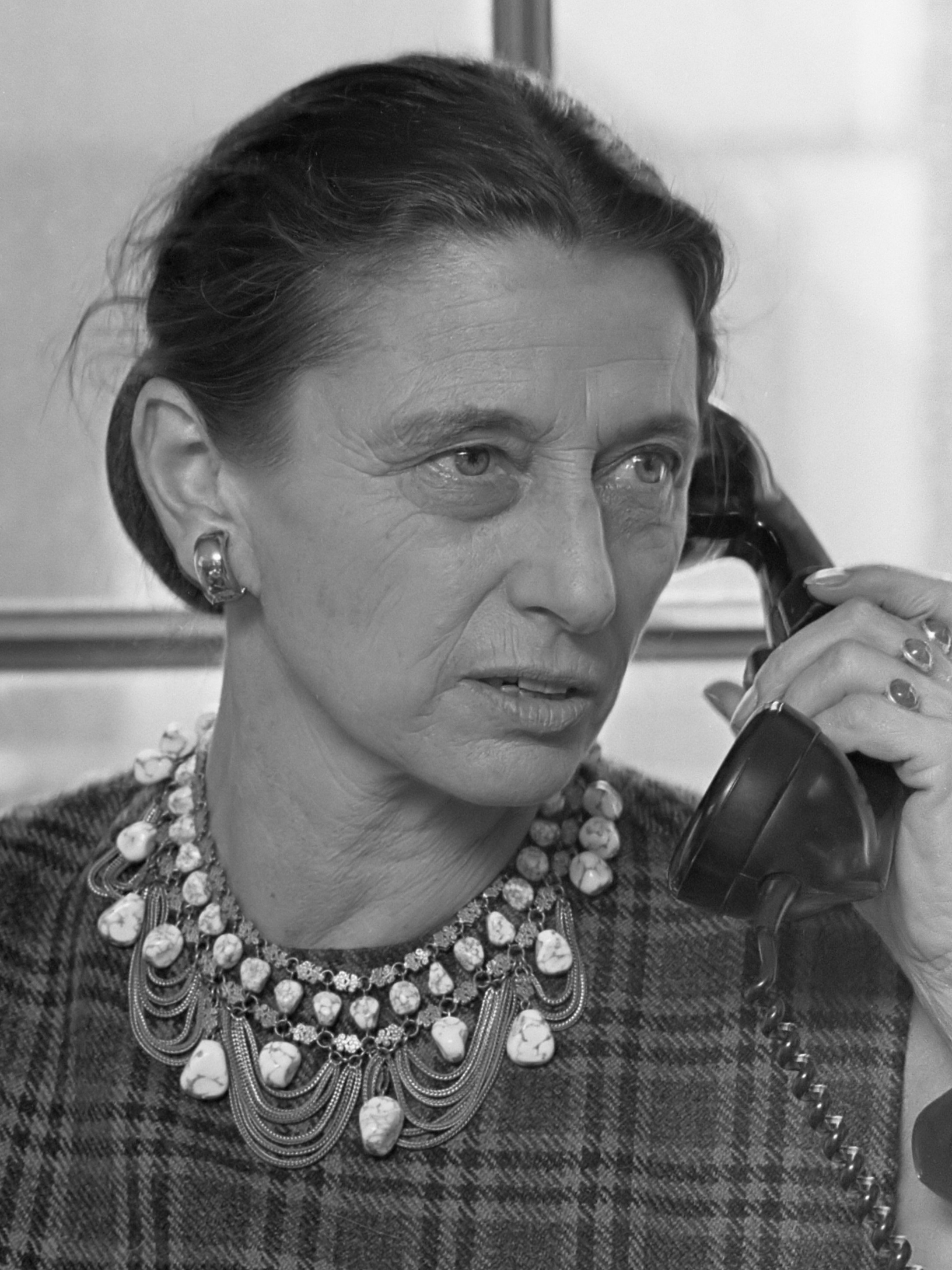
Hans Snoek (1968)

Johanna Rosina (Hans) Snoek (Geertruidenberg, 29 december 1910 – Amsterdam, 27 september 2001) was danseres, danspedagoge en oprichtster van het Rotterdamse dansgezelschap Scapino Ballet, Stichting Jeugdtheater Amsterdam en het latere Jeugdtheater De Krakeling.

## Leven en werk
Op achttienjarige leeftijd vertrok Snoek naar Essen om daar danslessen te volgen bij choreograaf en balletmeester Kurt Jooss. Bij terugkeer in Nederland richtte ze in Amersfoort een dansschool op. In 1939 vestigde ze zich in Amsterdam; daar was ze actief voor het kunstenaarsverzet.
In 1945 richtte ze met Nicolaas Wijnberg en Hans van Norden het Scapino Ballet op, later ook de Scapino Dans Academie, aanvankelijk een gezelschap voor alleen kinderen. In 1970 verliet ze het gezelschap. In 1962 richtte ze de IVKO-school (Individueel Voortgezet Kunstzinnig Onderwijs) op in Amsterdam, voor kinderen die al jong intensief met een opleiding in muziek of ballet bezig zijn.
Snoek werkte bij Scapino samen met Abraham van der Vies, Jan Huckriede, Lin Jaldati, Max Croiset, Annie M.G. Schmidt, Albert Mol, A. Viruly.

### Creaties/opgevoerde balletten (selectie)
- De nieuwe kleren van de keizer (1947)
- Het roversballet (1947)
- De krekel en de mier (1948)
- Jan Klaassen op reis (1948)
- De pasja en de beer (1949)
- De gouden zwaan (1949)
- De kast van de oude Chinees (1949)
- De wijze boer (1949)
- Abacadabra (1950)
- De avonturen van Liesje en Abdoel (1951)
- Harelquinade (1951)
- De sneeuwpop (1952)
- De tijgerprinses (1952)

### Eerbetoon
Snoek ontving de Yad Vashem-penning, de Zilveren Medaille van de stad Amsterdam en de Zilveren Anjer. Verder werd de Hans Snoekprijs voor de beste jeugdtheatervoorstelling naar haar genoemd. Ze werd onderscheiden met het officierschap in de Orde van Oranje-Nassau.
Met een van Snoek afkomstig legaat werd de fontein op het Leidseplein gerenoveerd; de fontein werd daarna naar haar vernoemd (Hans Snoekfontein).

### Privéleven
Hans Snoek was gehuwd met televisieregisseur Erik de Vries. Hij overleed in 2004 in Amsterdam en werd naast haar begraven op de begraafplaats Zorgvlied.